# Laidamlulum Vallis
La Laidamlulum Vallis è una struttura geologica della superficie di Venere.